# Soto de Bureba
Soto de Bureba es una localidad del municipio burgalés de Quintanaélez, en la Comunidad Autónoma de Castilla y León (España). 

## Localidades limítrofes
Confina con las siguientes localidades:
- Al noreste con La Aldea.
- Al sureste con Quintanilla cabe Soto y Marcillo.
- Al sur con Quintanaélez.
- Al oeste con Navas de Bureba.

## Demografía
Evolución de la población
| Gráfica de evolución demográfica de Soto de Bureba entre 2000 y 2022 |
|                                                                      |
| Población de derecho (2000-2022) según el padrón municipal del INE   |

## Historia
Así se describe a Soto de Bureba en el tomo XIV del Diccionario geográfico-estadístico-histórico de España y sus posesiones de Ultramar, obra impulsada por Pascual Madoz a mediados del siglo XIX:

Villa que en lo antiguo formaba ayuntamiento, y hoy lo forma en unión de Quintanilla Cabesoto, y Quintanilla Elez su capital, en la provincia, audiencia territorial, capitanía general y diócesis de Burgos (9 leguas), partido judicial de Briviesca (3); Situada en terreno llano, aunque con algún declive, defendido en parte de los vientos del N, que son los que reinan con más frecuencia, y también los del O; el clima es frío, pero saludable, y se padecen comúnmente afecciones de pecho y gastritis. Tiene 30 casas, y una iglesia parroquial (San Andrés) servida por un cura párroco. El término confina N La Aldea; E Busto; S Vileña, y O Navas; en él se encuentra una ermita titulada de Nuestra Señora de la Peña, situada a la falda de la Sierra en el término nombrado La Cortadera. El terreno es de mediana calidad, y aunque pedregoso, bastante productivo; el monte denominado Canto Redondo, se halla poblado en parte de carrasco bajo, al cual se le da el nombre de Peña Buey o Matapán, y forma cordillera con la sierra que viene desde Oña, titulándose en el país Sierra de Frías, porque se atraviesa para ir a este punto; le fertiliza un arroyo de perenne y escaso caudal de aguas. Los caminos son locales. El correo se recibe de la cabeza del partido los domingos, miércoles y viernes, y se despacha los martes, jueves y sábados. Producciones: cereales, legumbres y patatas; cría ganado vacuno, lanar y caballar; y caza de liebres, perdices y pájaros. Población: 13 vecinos, 31 almas. Capital productivo: 243.900 reales. Imponible: 23.775. Contribución: 964 reales 6 maravedíes.
Diccionario geográfico-estadístico-histórico de España y sus posesiones de Ultramar